# Dieudonné de Gozon
Dieudonné de Gozon mort en décembre 1353, était un chevalier de la langue de Provence devenu le 8 mai 1346 le 27e grand maître des Hospitaliers de l'ordre de Saint-Jean de Jérusalem. Dieudonné de Gozon est également, suivant la légende, le vainqueur du  mythique dragon de l'île de Rhodes.

## Biographie
Issu d'une famille du Rouergue (Aveyron), où existe toujours, aux Costes-Gozon, le château familial, Dieudonné de Gozon est né près de Millau. Sa famille a donné de nombreux noms : son cousin, Pierre Jordan, commandeur de Pézenas depuis 1335, qu'il appelle auprès de lui à Rhodes le 6 octobre 1346 ; ses neveux : Guillaume de Noncs chevalier le 15 septembre 1347 ; Hugues de Gozon, auquel il assure une pension, pour financer ses études, sur la commanderie de Toulouse, commandeur de Leache en Navarre et de Selve du 1er mars 1366 au 24 novembre 1382. Marquès de Gozon, très probablement un proche parent, a dans l'Ordre une brillante carrière grâce à Dieudonné de Gozon. Il est nommé du 26 mai 1347 au 12 janvier 1348 prieur de Navarre en remplacement de Garin de Châteauneuf en même temps que commandeur de la Selve et de Saint-Naixent du 16 juin 1347 au 2 avril 1351 puis prieur de Toulouse jusqu'à sa mort  entre le 23 février 1366 et le 10 mai 1366.

### Ordre de Saint-Jean de Jérusalem
La première mention de Dieudonné date du 31 juillet 1324, il est dans l'entourage d'Hélion de Villeneuve quand celui-ci était en Avignon auprès du pape. Il semble ne pas l'avoir quitté pendant sa maladie et il l'accompagne dans son voyage à Rhodes où il arrive dans l'été 1332. Hélion le retient à Rhodes où le chapitre général de 1337 le nomme grand précepteur, responsabilité qu'il occupera jusqu'à sa nomination comme grand maître.

### Le «vainqueur du dragon»

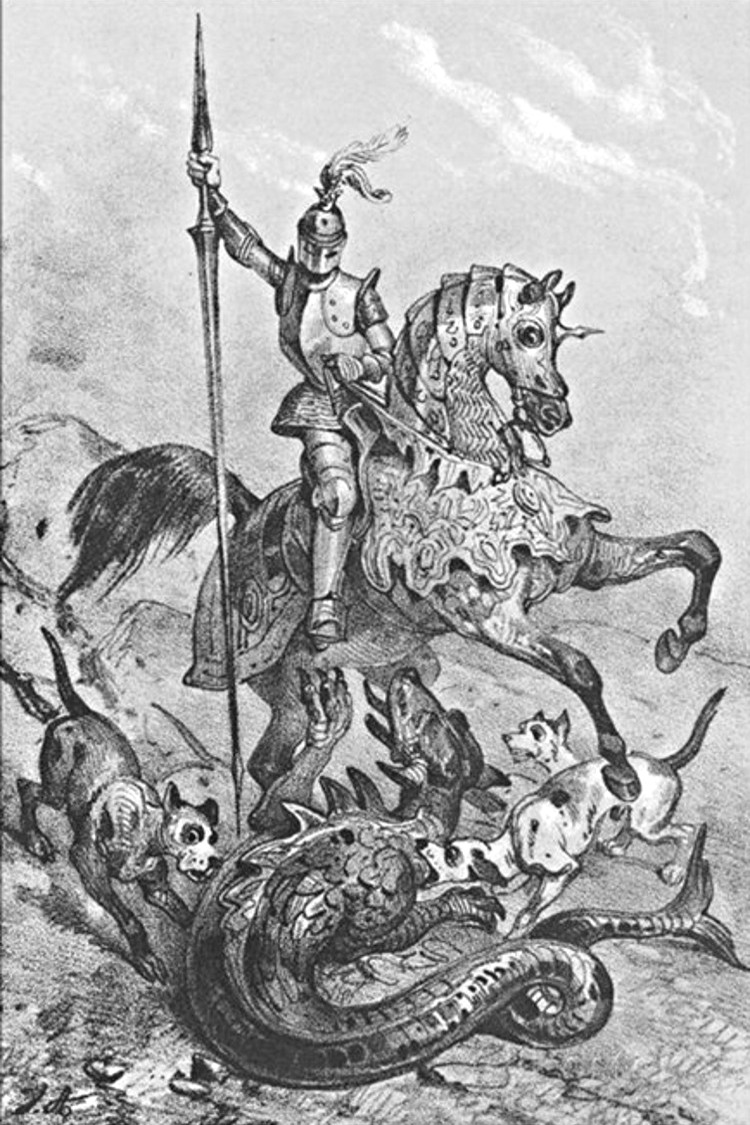
Dieudonné de Gozon terrassant le dragon de Rhodes (Dessin de Victor Adam).

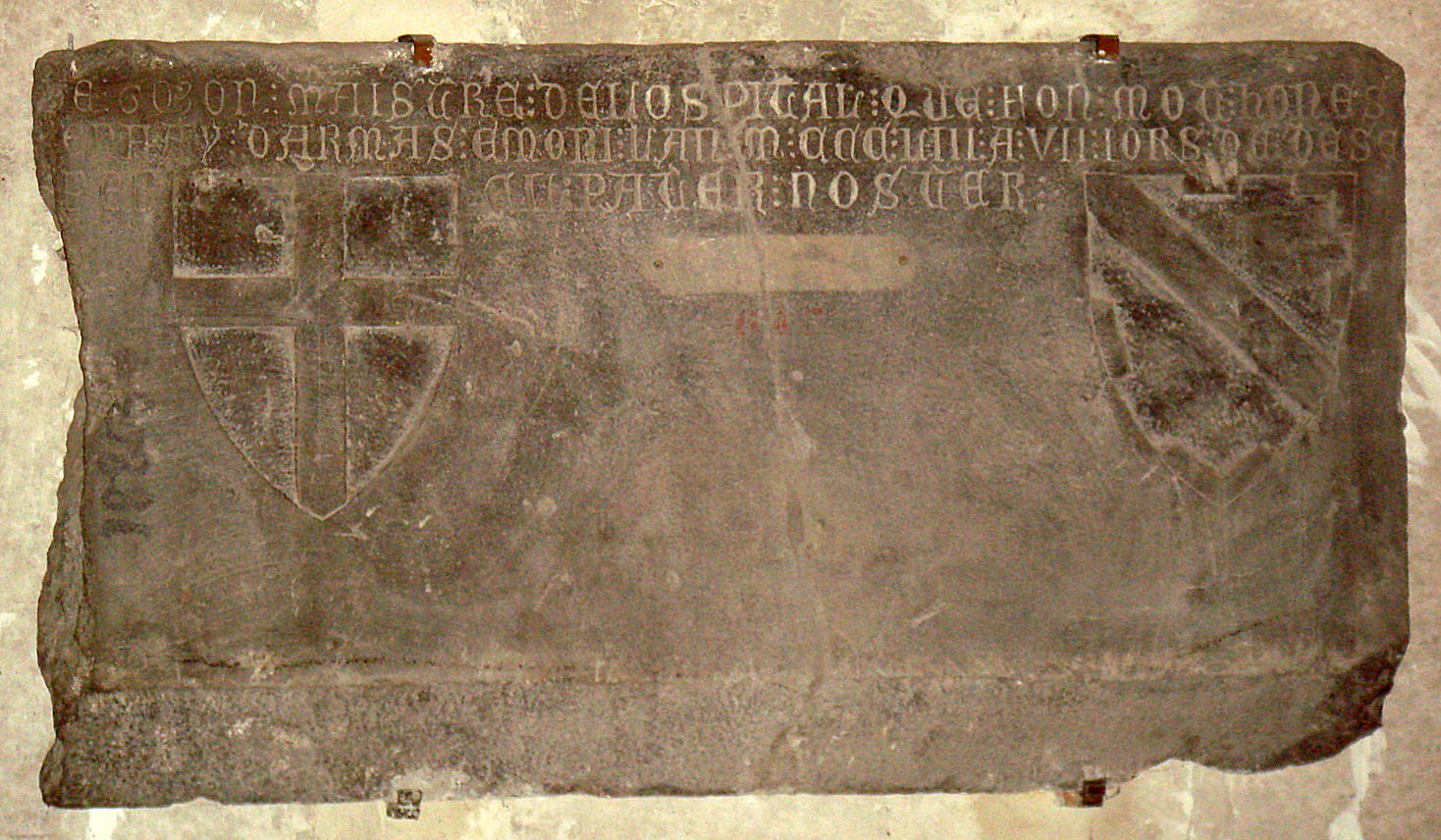
Pierre tombale de Dieudonné De Gozon - Musée de Cluny

L'histoire de Dieudonné de Gozon et de son combat contre un dragon n'est qu'une légende que l'on doit à Giacomo Bosio. Suivant cette légende, vers 1342, Dieudonné de Gozon, alors grand commandeur dans l’ordre de Saint-Jean de Jérusalem, aurait en effet débarrassé les habitants de Rhodes d'un dragon ou d'un serpent qui semait la terreur dans la région de la « vallée de Soudourli », au pied du mont Saint-Étienne (« Agios Stephanos ») en faisant de très nombreuses victimes parmi les habitants et leurs animaux au point que le grand maître Hélion de Villeneuve avait interdit aux chevaliers de l'affronter, sous peine de perdre l'habit.
Il existait une légende, en 1420, à Kos, possession aussi des Hospitaliers, qui parlait déjà d'une bête monstrueuse qui semait la terreur. Dans une autre version de cette légende en 1521, cette fois-ci à Rhodes, soit plus de 70 ans avant Bosio, le héros n'est encore qu'un simple chevalier qui devient plus tard un grand maître de l'ordre des Hospitaliers. Bosio, quand il écrit son histoire de chevaliers de l'ordre de Saint-Jean de Jérusalem qu'il publie en 1594, fait de ce simple chevalier devenu grand maître, Dieudonné de Gozon, sans pouvoir vérifier qu'il n’était pas revenu en France pour s'entrainer comme décrit dans son histoire.
La légende de Bosio, reprise dans la traduction en français de Boyssat en 1612, indique que « le Dragon estoit de la grosseur d'un cheval moyen, la teste de serpent, les oreilles de mulet couvertes de peau fort dure et escailles, les dents fort aigus, la gorge grande, les yeux caves luysans comme feu, avec un regard effroyable, quatre jambes comme un Crocodil, les griffes fort dures et aigues ; sur le dos deux petites aisles, dessus de couleur d'un Dauphin, dessous jaunes et verdes comme estoit le ventre, et la queue comme un Lezart. »
En France, aux Pays-Bas et en Espagne, il existe des fêtes médiévales pendant les jours des Rogations où un dragon, qui personnifiait l'esprit du mal, était au centre de la fête. Parfois le dragon est vaincu par un saint local comme à Aix-en-Provence ou à Tarascon où la Tarasque est domptée par sainte Marthe.
Gozon est donc revenu en France, pour s'entraîner dans son fief, face à un dragon articulé en bois et en carton et peint d’après nature. Il dressa deux molosses à attaquer la bête et son cheval à ne pas avoir peur du dragon. Une fois cela fait, il repart pour Rhodes avec deux serviteurs, son cheval et ses molosses pour affronter le dragon qui terrorisait l'île. Un beau matin, Gozon, tout en armure, avec ses chiens et ses serviteurs, décide d'affronter la bête. Il l'attaque à la lance qui se casse sur l'épaule de la bête pendant que les molosses le prennent par le ventre là où la peau est plus tendre. L'un d'eux l'attrape par les parties génitales et ne lâche plus prise. Gozon met pieds a terre en empoignant son épée et la plonge dans la gorge du monstre. L'animal se sentant faillir, tomba sur le chevalier. Ses serviteurs voyant le dragon mort, secoururent Gozon, le ranimèrent à l'eau du ruisseau et le remirent à cheval. Ils allèrent conter leur histoire au grand maître Hélion de Villeneuve qui mit Gozon en prison en lui retirant son habit. Puis à quelque temps de là, lui rendit son habit, son ancienneté et le rétablit dans toutes ses possessions et droits.
Anne de Naberat prétendait à tort que sa pierre tombale ne portait que ces mots : Draconis Extinctor (L'éliminateur du dragon).
Cette légende est devenue pour Schiller un thème de ballade.

### Grand maitre de l'Ordre

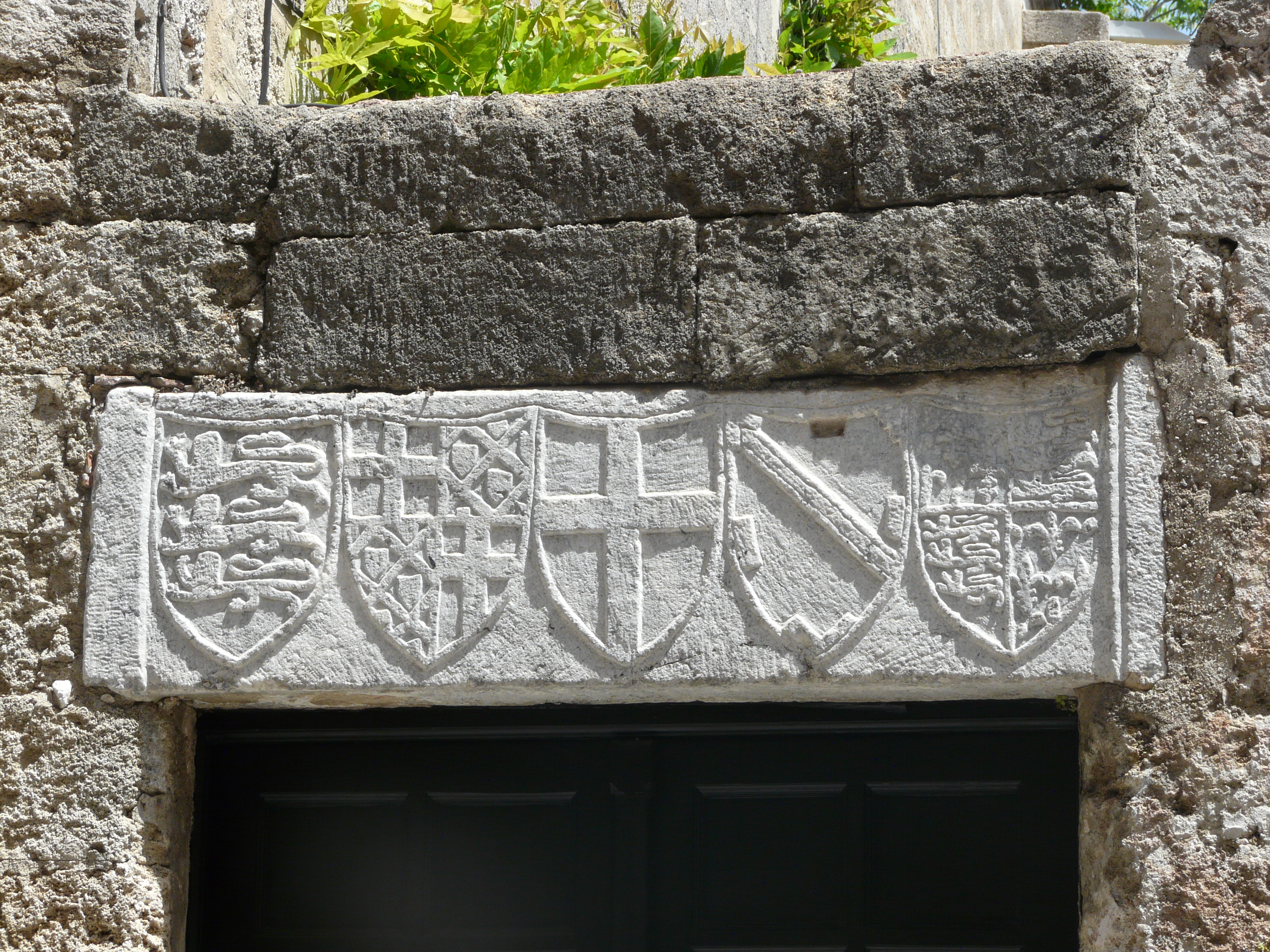
Un linteau de pierre dans la rue des Chevaliers à Rhodes, représentant de gauche à droite les blasons du royaume d'Angleterre, d'Hélion de Villeneuve, de Dieudonné de Gozon et des rois d'Angleterre.

Dieudonné de Gozon devient le 8 mai 1346 le 27e grand maître des Hospitaliers de l'ordre de Saint-Jean de Jérusalem à la mort de son prédécesseur Hélion de Villeneuve. Aimery de Bougnan, commandeur d'Aureilhan, et Déodat de Saint-Maurice partent pour Avignon pour notifier l’élection au pape. Clément VI, après avoir pris les avis des prieurs de Saint-Gilles, de Capoue et de Navarre, de Marquès de Gozon, commandeur de la Selve, d'Astorg de Caylus, commandeur de Campagnolles, de Dragonet de Joyeuse, commandeur de Péries, de Pierre Jourdan, commandeur de Pézenas, de François de Piégut, commandeur de Manosque, d'Urbain d'Orcières, commandeur de Recoules d'Aubrac, de Geoffroy de Cuébris, commandeur d'Embrun et de François de Cays, procureur général de l'Ordre auprès du Saint-Siege,  lui écrit le 28 juin de la même année pour confirmer cette élection. Loin d’avoir été recherchée par Gozon, la maîtrise de l'Ordre ne fut acceptée par lui qu’à regrets (contrairement à ce qu'affirme la légende, qui prétend que Dieudonné de Gozon aurait revendiqué lui-même cette fonction en vertu de ses récents exploits).

## Luttes contre les Turcs

### Croisades smyrniotes
Quand Dieudonné fut élu au magistère, Humbert II, capitaine général de la Ligue, découragé s'était réfugié, malade à Rhodes. Il écrit au pape Clément VI pour l'informer que les Turcs avaient demandé une trêve. Le 28 novembre 1346, le pape lui demande de trouver des conditions favorables à la trêve. Il engage Hubert à consulter Dieudonné, le vice-légat François, archevêque de Crête,  et le prieur de Capoue, Isnard du Bar, qu'il venait de lui envoyer avec des instructions secrètes. Il écrit à Dieudonné qu'il était résigné à la paix et le priait d'entamer les négociations avec les Turcs et à Hubert le mettant en garde, en termes secs, qu'il n’était pas en Orient pour se mêler des affaires intérieures grecques. Quand il reçut enfin les dispenses nécessaires du pape et après le décès de sa femme, Marie des Baux, vers mars 1347, il se retire à Venise courant juin 1347.
Les Turcs n’était pas très sincères car dans le même temps ils préparaient une flotte d'environ 150 bâtiments qu'ils lancent au printemps 1347 à l'assaut de l'ile d'Imbros. Dieudonné de Gozon envoya les Hospitaliers, qui se retrouvent seuls face aux Turcs, sous le commandement de Pierre Arnal de Peres Tortes, prieur de Catalogne, les assiège, les force à se rendre et brûle plus de 100 bâtiments. Les Hospitaliers se retrouvent seuls à la défense de la cause chrétienne et reprennent les négociations avec les Turcs. Ils promettaient la suppression des fortifications de la ville basse de Smyrne en échange de privilèges commerciaux. Le pape fut informé dès janvier 1348 des négociations menées par Barthelemy de Tomaris, vicaire du légat François de Crête, et par Dragonet de Joyeuse mais le pape refuse de signer le traité. Umur Bey mit le siège devant Smyrne mais perdit la vie dans un assaut dès le début du siège et les Turcs retournèrent chez eux. Les Hospitaliers reprennent les négociations et, le 18 avril 1348, le grand maître Dieudonné de Gozon et Dragonet de Joyeuse aboutirent à un traité beaucoup plus avantageux avec l’émir d'Ephèse, frère d'Umur Bey, Hızır Bey.
Il prévoyait pour les membres de la Ligue la perception de la moitié des droits de douane dans tout l’émirat et l’émir s'engageait à désarmer tous ses navires sous un mois après la signature du pape. Il autorisait les évêques de Smyrne et d'Éphèse à construire des églises dans ces deux villes et à y célébrer des messes. Venise, Chypre et les Hospitaliers étaient autorisés, dans les États de l’émir, à entretenir des consuls et les galères de la Ligue à entrer en libre pratique dans ses ports. Quand il parvient au pape Clément VI, celui-ci se borna à accorder aux Turcs une trêve valable jusqu'au 25 décembre 1350. Le Saint-Siège ne pensait en fait qu'à gagner du temps. Les ambassadeurs de Chypre et Venise appelés en Avignon en septembre et en octobre 1349 y n'arrivèrent que dans le courant de l'année 1350. Le pape était plus préoccupé par savoir comment la Ligue pourrait se renouveler à l'expiration de la trêve que d'obtenir une paix durable avec les Turcs.

### Renouvellement de la Ligue
Le renouvellement de la Ligue posait quelques problèmes, Venise et Gênes étaient en guerre maritime dans l'archipel grec. Malgré cela les représentants du doge de Venise, Nicolas Pisani, Panerace Giorgio et Jean Steno, ceux du roi de Chypre, Simon, évêque de Laodicée et Simon le Petit, et celui de L'Hospital, Raymond Bérenger, commandeur de Roussillon et de Castelsarrasin, présents à Villeneuve les Avignon, se mirent d'accord pour entretenir pendant dix ans, à partir du 1er janvier 1351, une force navale de huit galères, trois pour Venise, trois pour Rhodes et deux pour Chypre. Le pape souscrivait pour un quart aux frais de l'occupation de Smyrne, soit 3 000 florins par an. Venise, Gênes et Chypre refusèrent de participer à la défense de Smyrne qu'ils déclaraient uniquement du ressort des Hospitaliers. De plus, Venise fit savoir qu'elle ne pouvait fournir les trois galères prévues à cause de sa guerre avec Gênes. Dans ces conditions, Clement VI comprit que la Ligue ne pouvait se constituer et le 8 septembre 1351 il écrivit à Dieudonné de Gozon que la Ligue était dissoute et qu'il le relevait de sa promesse d'entretenir les galères qu'il s’était engager à fournir pour combattre les Turcs.

## Son magistère

### Décisions sous le magistère de Dieudonné de Gozon
Gozon obtient du pape le renouvellement de l'exemption de l’impôt apostolique, le droit de gite aux légats, la réglementation des droits aux diocésains et l'autorisation pour les Hospitaliers de faire gras depuis la septuagésime jusqu'au dimanche de la quinquagésime en échange du jeûne du vendredi depuis la quinquagésime jusqu'à la saint Jean. Il tient deux chapitres, les 10 janvier 1347 et 2 mars 1353, pendant lesquels il affermit la discipline des Hospitaliers et rappela aux Hospitaliers de Dacie, du Danemark, de Norvège et de Suède l'obligation d’acquitter les responsions, obligation depuis longtemps ignorées et qui était impérieuse du fait que le trésor de l'Ordre était grevé de lourdes charges du fait de la guerre contre les Turcs.
Gozon renforça aussi les défense de Rhodes. Il fit édifier la jetée du port et construire les fortifications de la ville du côté de la mer.

### Décès de Dieudonné de Gozon
En 1353, Gozon, se trouvant par son âge et ses infirmités hors d’état de gouverner, demanda au pape la permission de résigner son magistère. Innocent VI qui vient d’être élu au pontificat lui donna une réponse négative, c’était la première fois qu'un grand maître demandait à être relevé de la maîtrise. Il insista et le pape, le 4 juillet 1353, envoya à l’archevêque la bulle d'autorisation mais celui-ci pris quelque temps à la transmettre à Dieudonné qui mourut le 7 décembre 1353 sans savoir que le souverain pontife avait satisfait à sa demande.